# Immanuel Friedrich Sander
Immanuel Friedrich Emil Sander (* 1. Dezember 1797 in Schafstädt; † 28. April 1859 in Wittenberg) war ein deutscher lutherischer Geistlicher und Theologe.

## Leben
Sander war Sohn eines Diakons. Sein Vater starb früh. Zunächst wurde er von einem Onkel auf die Domschule in Merseburg geschickt. Anschließend durchlief er die Schulen der Franckeschen Stiftungen in Halle. 1815 ging er an die Universität Leipzig. Wohl erhielt er durch das Leipziger Studium den Magistergrad. Wann er den Dr. theol. erhielt, ist unbekannt. Unter anderem durch den Einfluss von Friedrich Wilhelm Lindner und Juliane von Krüdener wandte er sich dem Pietismus zu. Durch seine in diese Richtung weisenden Predigen fiel er der Oberbehörde negativ auf.
Sander wurde auf Vermittlung von Wuppertaler Kaufleuten, die ihn durch die Leipziger Messe kennenlernten, 1822 als Pfarrer nach Wichlinghausen berufen. 1828 war er Initiator der Gründung der Rheinischen Missionsgesellschaft, deren Vorsitzender er zeitweise war. In dieser Zeit fiel er durch seine harsche Kritik an der Bibel des Eduard Hülsmann auf. Infolge des öffentlich, auch durch Flugschriften, geführten Streits wurde Sander aufgrund seiner Beschuldigungen auch gegenüber der Gemeinde Hülsmans vom Landgericht Elberfeld zu einer hohen Geldstrafe verurteilt. 1838 folgte er einem Ruf als Pfarrer nach Elberfeld. 
Sander kam 1854 als Nachfolger von Heinrich Leonhard Heubner als Stadtpfarrer, Superintendent und zweiter Direktor des Predigerseminars nach Wittenberg. Er starb an einer Lungenkrankheit.

## Werke (Auswahl)
- Versuch einer Erklärung der Offenbarung Johannis, Steinkopf, Stuttgart 1829.
- Theologische Gutachten über die Prediger-Bibel des Pastor Ed. Hülsmann, Steinhaus, Barmen 1836.
- Beleuchtung der wider das theologische Gutachten über die Prediger-Bibel des Pastor Ed. Hülsmann erhobenen Anklagen, Steinhaus, Barmen 1836.
- Das Papstthum in seiner heutigen Gestalt, in seinen Ursprüngen und endlichen Ausgängen, Hassel, Elberfeld 1845.
- Commentar zu den Briefen Johannis, Hassel, Elberfeld 1851.